# Gabriel Alonso Aristiaguirre
Gabriel Alonso Aristiaguirre (Fuenterrabía, 9 de noviembre de 1923-Fuenterrabía, 19 de noviembre de 1996) fue un futbolista español que jugaba en la demarcación de defensa. Era hermano de Juan Alonso, el que fuera portero del Real Madrid. 

## Selección nacional
Jugó un total de doce partidos con la selección de fútbol de España. Debutó el 21 de marzo de 1948 en un partido amistoso contra Portugal que finalizó con un resultado a favor de 2-0. Dentro de sus partidos con la camiseta de España se encuentran seis en la Copa Mundial de Fútbol de 1950, donde llegó hasta las semifinales. Su último partido con el combinado español lo jugó el 8 de junio de 1952 en un partido amistoso contra Turquía.

### Participaciones en Copas del Mundo
| Mundial                        | Sede   | Resultado   | Partidos | Goles |
| ------------------------------ | ------ | ----------- | -------- | ----- |
| Copa Mundial de Fútbol de 1950 | Brasil | Semifinales | 6        | 0     |

## Clubes

### Como futbolista
| Club                  | País   | Año       | Partidos | Goles |
| --------------------- | ------ | --------- | -------- | ----- |
| Real Unión            | España | 1939-1943 | 13       | 0     |
| Racing Club de Ferrol | España | 1943-1946 | 78       | 3     |
| Celta de Vigo         | España | 1946-1951 | 113      | 0     |
| Real Madrid CF        | España | 1951-1954 | 45       | 0     |
| CD Málaga             | España | 1954-1956 | 49       | 0     |
| Rayo Vallecano        | España | 1956-1957 | 12       | 0     |

### Como entrenador
| Club                  | País   | Año       |
| --------------------- | ------ | --------- |
| Real Jaén             | España | 1963-1964 |
| Racing Club de Ferrol | España | 1964      |

## Palmarés

### Campeonatos nacionales
| Título                     | Club                  | País   | Año  |
| -------------------------- | --------------------- | ------ | ---- |
| Tercera División de España | Racing Club de Ferrol | España | 1944 |
| Primera División de España | Real Madrid CF        | España | 1954 |

## Política
En política militó en el Partido Carlista, y durante algún tiempo en la década de 1970 fue jefe regional de este partido en Castilla la Nueva.